# 老年人优待证
老年人优待证是对七十周岁以上的老年人，由当地人民政府老龄机构颁发全省统一制作的身份证明证件，持《老年人优待证》的老年人，会享有一些优惠政策。  